# Biserica de lemn Înălțarea Domnului din Vama
Biserica de lemn „Înălțarea Domnului” din Vama este un lăcaș de cult ortodox construit în anul 1783 în satul Vama din comuna omonimă aflată în județul Suceava. Edificiul religios are hramul Înălțarea Domnului. În anul 2001, biserica, împreună cu clopotnița acesteia, au fost strămutate în incinta Muzeului Satului Bucovinean din municipiul Suceava, unde se află în prezent.
Ansamblul bisericii „Înălțarea Domnului” din Vama a fost inclus pe Lista monumentelor istorice din județul Suceava din anul 2015 la numărul 440, având codul de clasificare  SV-II-a-B-05654. El este format din două obiective:
- Biserica de lemn „Înălțarea Domnului” – construită în 1783 și având codul SV-II-m-B-05654.01[2] și
- Clopotniță – construită în 1787 și având codul SV-II-m-B-05654.02.

## Istoricul localității
Așezat între cele două râuri, Moldova și Moldovița, satul Vama se află la o distanță de 16 km de orașul Câmpulung Moldovenesc. Aflat la intrarea în Carpații Orientali și străjuit de Obcina Feredeului, acest sat a îndeplinit rolul de localitate de vamă între Principatul Moldovei și Principatul Transilvaniei. Aici erau vămuite mărfurile care veneau dinspre Ardeal sau plecau într-acolo. 
În vatra veche a satului s-au descoperit două monede romane, ceea ce atestă faptul că zona era locuită în primele secole ale mileniului I și că localnicii făceau schimburi comerciale probabil cu daco-romanii din provincia Dacia sau cu garnizoanele romane din sud.  Astfel, se poate afirma că localitatea este mai veche decât prima sa atestare documentară.
Inițial, localitatea se numea Vama Moldoviței și apare într-un privilegiu comercial din 6 octombrie 1408 în care se stabilește ca  toți negustorii care vor duce mărfuri din Țara Ungurească în Moldova să plătească taxe vamale de „câte un groș și jumătate din grivnă” de povară - la dus și „câte doi groși” de povară la întoarcerea din Ardeal.  Domnitorul Alexandru cel Bun (1400-1432), printr-un document din 18 noiembrie 1409, a scos satul Vama din Ocolul Câmpulung și l-a dat Mănăstirii Moldovița, împreună cu veniturile vămii  („satul Meto care acum se cheamă Vama, care să-i fie uric cu toate veniturile din veac în veac”). 
În Evul Mediu, acest drum a fost folosit de tătari în incursiunile lor de jefuire a satelor din Moldova și din Transilvania. În toponimia locală există și astăzi „Drumul Tătarilor”, care avea o ramificație ce trecea prin Vama. Folcloristul Simion Florea Marian a publicat în 1879 o legendă locală intitulată „Românca și tătarii”, pe care a auzit-o de la mai mulți români din satul Vama, în care se povestește despre salvarea satului și a locuitorilor de către o vămeancă, care și-a abandonat în pădure copilul care plângea și i-a anunțat pe locuitorii satului de venirea tătarilor, pentru ca aceștia să ia măsuri de apărare. 

## Istoricul bisericii
Biserica de lemn cu hramul "Înălțarea Domnului" din Vama a fost construită în anul 1783 în satul Vama (județul Suceava)  de către meșterii populari Mihăilă și Dumitru Holtei, cu banii lui Mihail Tâmpescu, ai lui Toader al Tomei și ai comunei. Pe portalul intrării se află următoarea pisanie: "Să să știe cine au lucratu aciastă sfăntă biserică, eu Mihăilă și cu Dumitru Ho(l)te(i) de la începu(t) pă(nă) la sfărșitu, 1783 mai 2". 
Pe baza spuselor unor martori oculari, preotul folclorist Simeon Florea Marian (1847-1907) afirmă în lucrarea "Inscripțiuni de pe manuscripte și cărți vechi din Bucovina" (Suceava, 1900) că Biserica "Înălțarea Domnului" a fost construită în Vama de Jos, la numai câțiva metri de o altă biserică de lemn, mai veche, care se ruinase. 
În apropiere de biserică, a fost construit în anul 1787 un turn clopotniță din lemn. Catapeteasma actuală datează din anul 1810, după cum atestă o inscripție aflată pe icoana împărătească ("1810, martie 6").
În decursul timpului, biserica a suferit mai multe transformări. În anul 1961, biserica de lemn a fost tencuită pe interior și pe exterior, s-a desfăcut zidul despărțitor dintre pronaos și naos, s-a construit un cafas și s-au mărit golurile de la uși și ferestre. Ca urmare a lărgirii golurilor de la ușa de intrare, s-a demontat ancadramentul original cu pisania, care se păstrează la depozitul centralizat de obiecte bisericești.  În 1977 s-a amplasat pe acoperiș o învelitoare nouă din tablă. Astfel, înfățișarea monumentului a fost alterată.
În anul 2001, Parohia Înălțarea Domnului din Vama de Jos a donat biserica de lemn și clopotnița Muzeului Satului Bucovinean din Suceava, unde a fost strămutată și reconstruită. Cu ocazia reconstruirii, i s-a înlăturat tencuiala. Biserica a fost dotată cu strane noi, replici realizate de meșterii restauratori ai instituției muzeale sucevene și au fost aduse câteva icoane vechi de factură populară, pictate pe lemn și cărțile religioase de trebuință. Pictura murală din altar a fost și ea restaurată, iar Arhiepiscopia Sucevei și Rădăuților a înzestrat lăcașul cu odoarele și obiectele de cult necesare.
Biserica a fost resfințită pe amplasamentul actual, la 12 aprilie 2009 (în Duminica Floriilor), de către arhiepiscopul Pimen Zainea al Sucevei și Rădăuților, împreună cu un sobor de preoți și diaconi, cu acest prilej obiectivul fiind inclus în circuitul de vizitare a muzeului în aer liber.
În fiecare an, potrivit unei tradiții, Biserica "Înălțarea Domnului" din cadrul Muzeului Satului Bucovinean își redeschide porțile și începe slujbele religioase în Duminica Floriilor. Ea este deschisă pentru credincioși doar până în luna octombrie deoarece nu are montată o instalație de căldură pentru ca monumentul istoric să fie cât mai bine conservat în timp. În acest lăcaș de cult sunt oficiate liturghii în fiecare duminică și în fiecare sărbătoare cu cruce roșie în calendar. În plus, aici se mai pot celebra și alte slujbe religioase precum botezuri și cununii, dar nu și înmormântări. 

## Arhitectura bisericii

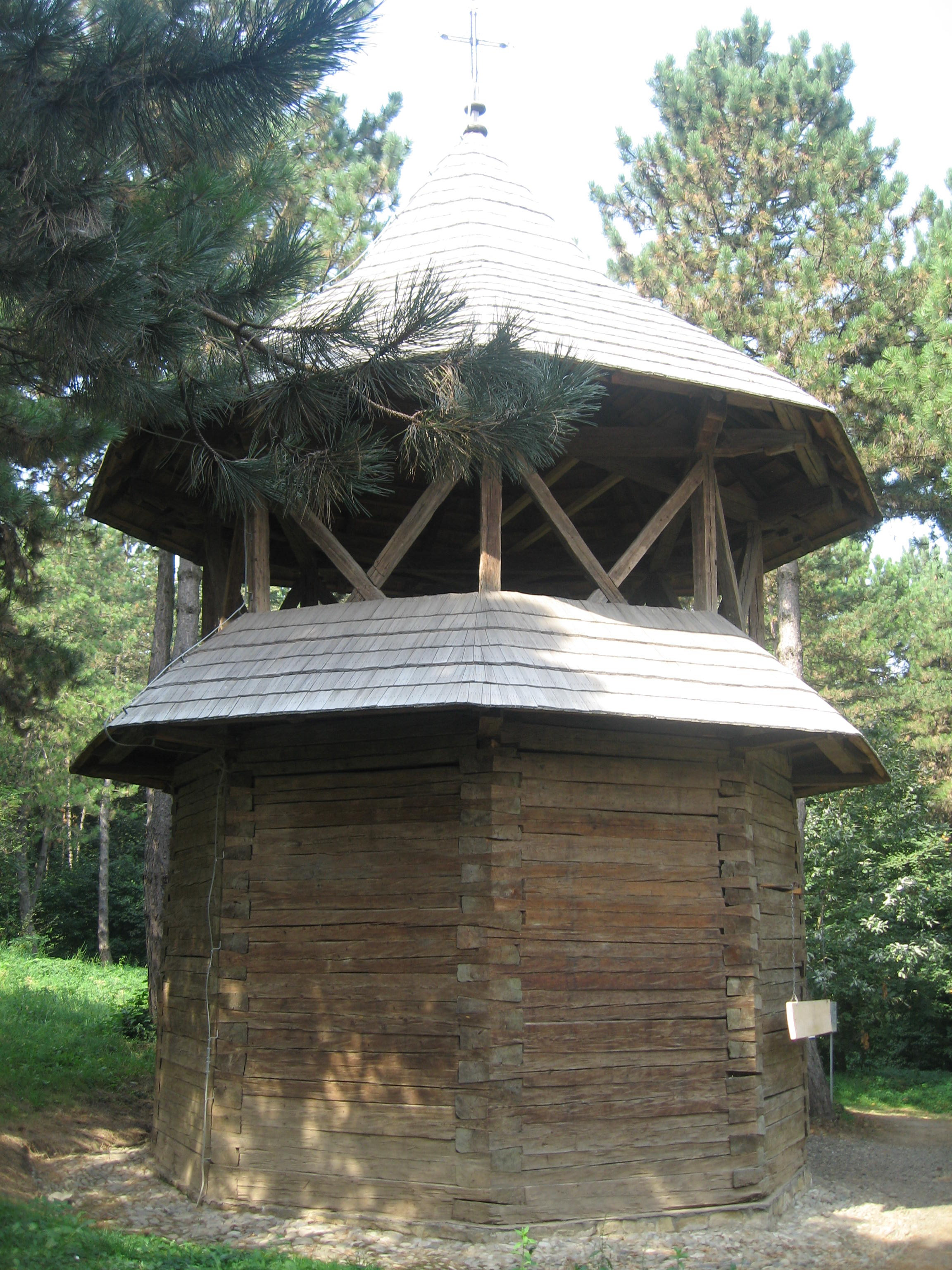
Clopotnița bisericii de lemn Înălțarea Domnului din Vama

Biserica "Înălțarea Domnului" din Vama este construită din bârne de brad, cioplite în patru fețe și îmbinate la colțuri în tehnica "coadă de rândunică". Construcția prezintă bogate ornamente geometrice și stilizări zoomorfe. Streașina largă este susținută de console cioplite în "cap de cal". Edificiul are un acoperiș înalt din șindrilă, lipsit de turle și fără rupere în pantă.
Monumentul are formă de cruce (plan triconc sau treflat), cu absida altarului pentagonală și decroșată și cu peretele vestic al pronaosului de formă poligonală. Lăcașul de cult este prevăzut cu o ușă (aflată în peretele sudic al pronaosului) și cu cinci ferestre (una în axa absidei altarului, câte una în absidele laterale, una în peretele nordic al pronaosului și una în axa absidei pronaosului). 
În interior, biserica este împărțită în trei încăperi: pronaos, naos și altar. Intrarea în biserică se face pe o ușă situată în peretele sudic al pronaosului. Pronaosul este de formă dreptunghiulară și are două ferestre (una în peretele vestic și alta în peretele nordic). Peretele vestic are formă poligonală cu trei laturi. La partea superioară, el are un tavan din scânduri, ce susținea inițial eșafodajul turnului-clopotniță. 
Între pronaos și naos se află un perete despărțitor cu o deschidere centrală. Naosul are și el o formă dreptunghiulară, cu două abside laterale pentagonale. În axa absidelor laterale se află câte o fereastră dreptunghiulară terminată în arc de cerc. El are o boltă semicilindrică.  Altarul are o absidă de formă pentagonală și o fereastră dreptunghiulară în axa absidei, terminată în arc de cerc. Catapeteasma este dispusă avansat spre naos și formează în părțile laterale două nișe: diaconiconul (în sud) și proscomidiarul (în nord). Deasupra altarului se află o boltă semicilindrică. 
Lăcașul de cult nu este pictat. Catapeteasma originală datează din anul 1811, fiind restaurată de specialiștii din cadrul Laboratorului zonal de restaurare cu fonduri obținute de la Ministerul Culturii și Cultelor prin programul „Patrimoniul în pericol”.  Icoanele catapetesmei sunt de factură populară și se remarcă prin simplitatea execuției și naivitatea compoziției.
Biserica are în patrimoniul său un pomelnic pe lemn, în formă de icoană, în care sunt menționați ctitorii lăcașului de cult. Acesta a fost descifrat de folcloristul Simeon Florea Marian: "Pomelnicul ctitorilor care s-au ostenit și au făcut biserica ce din giosu la Vama, unde se prăznuiește hramul Înălțarea lui Hristos, s-au scris aice ca să pomenească în veci 1787 ...". 

## Clopotnița
Parohia Vama de Jos a donat și turnul clopotniță din lemn, construit în anul 1787. Clopotnița a fost reconstruită în muzeu în anul 2005. 
Edificiul are un plan octogonal, fiind construit din bârne de brad cioplite la patru fețe și îmbinate la colțuri în tehnica "coadă de rândunică". Construcția are două niveluri, cu etajul semideschis, și este ornamentată cu motive zoomorfe.

## Imagini

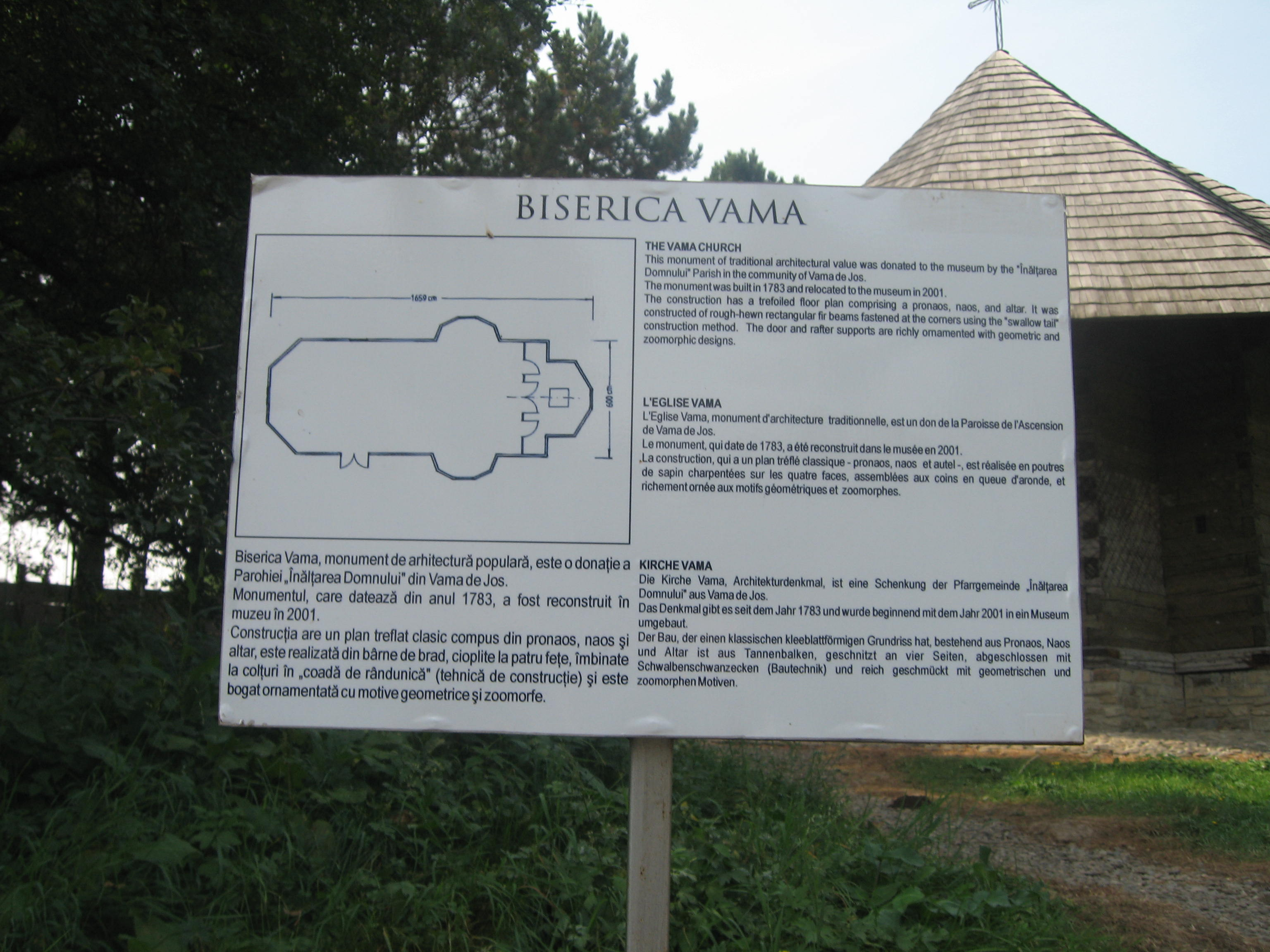
Biserica de lemn Înălțarea Domnului din Vama - plan
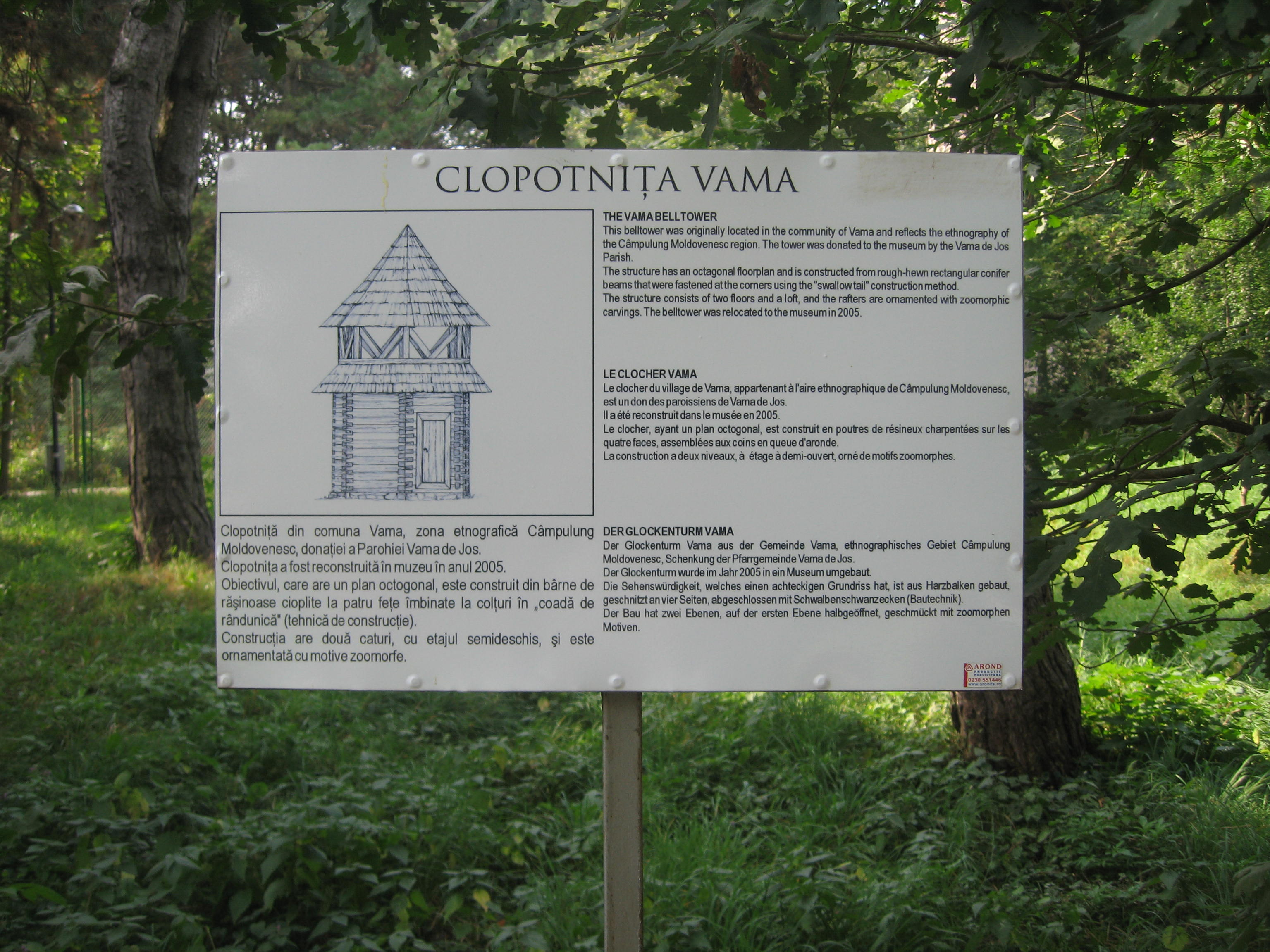
Clopotnița bisericii de lemn Înălțarea Domnului din Vama - plan
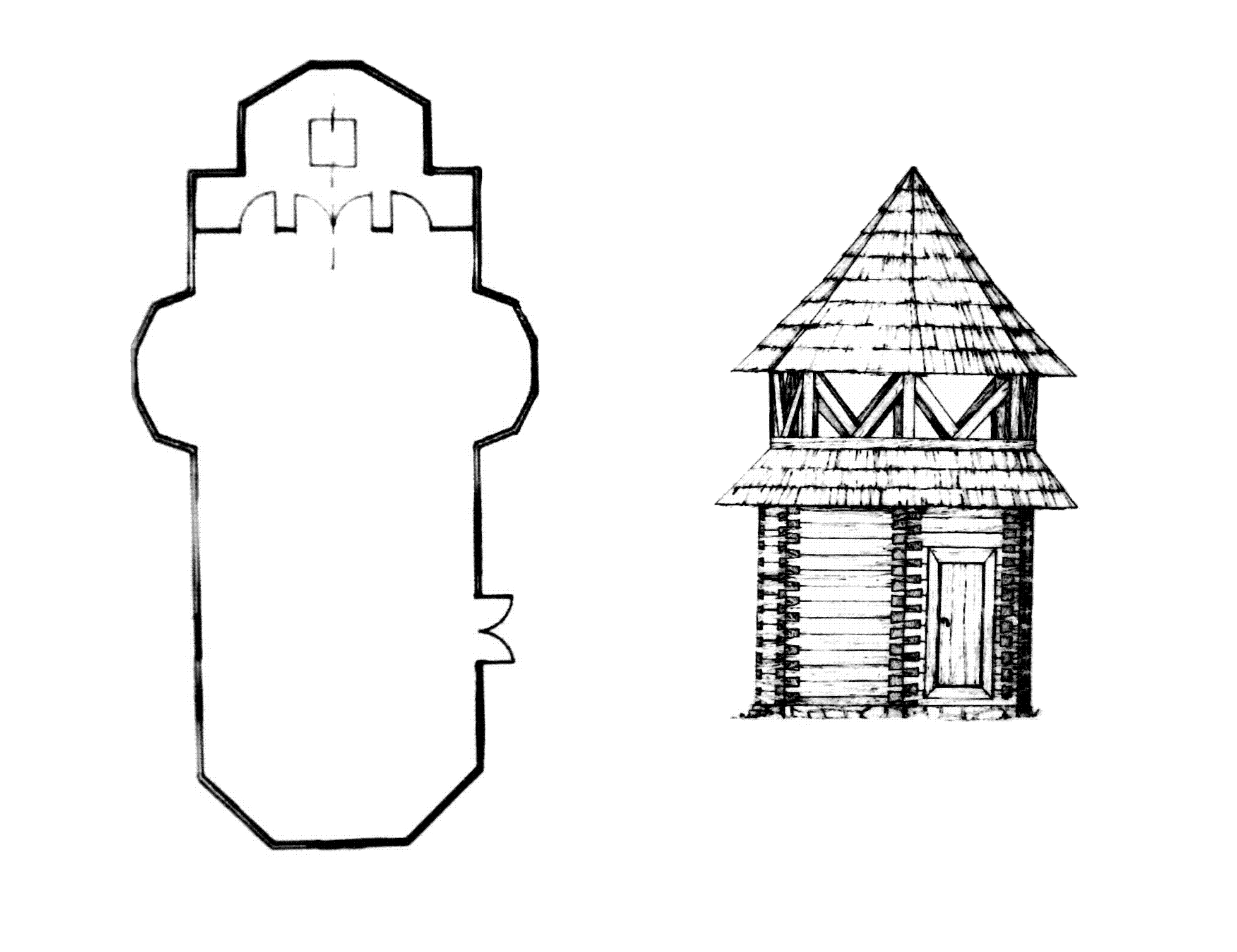
Planul bisericii și elevația turnului clopotniță
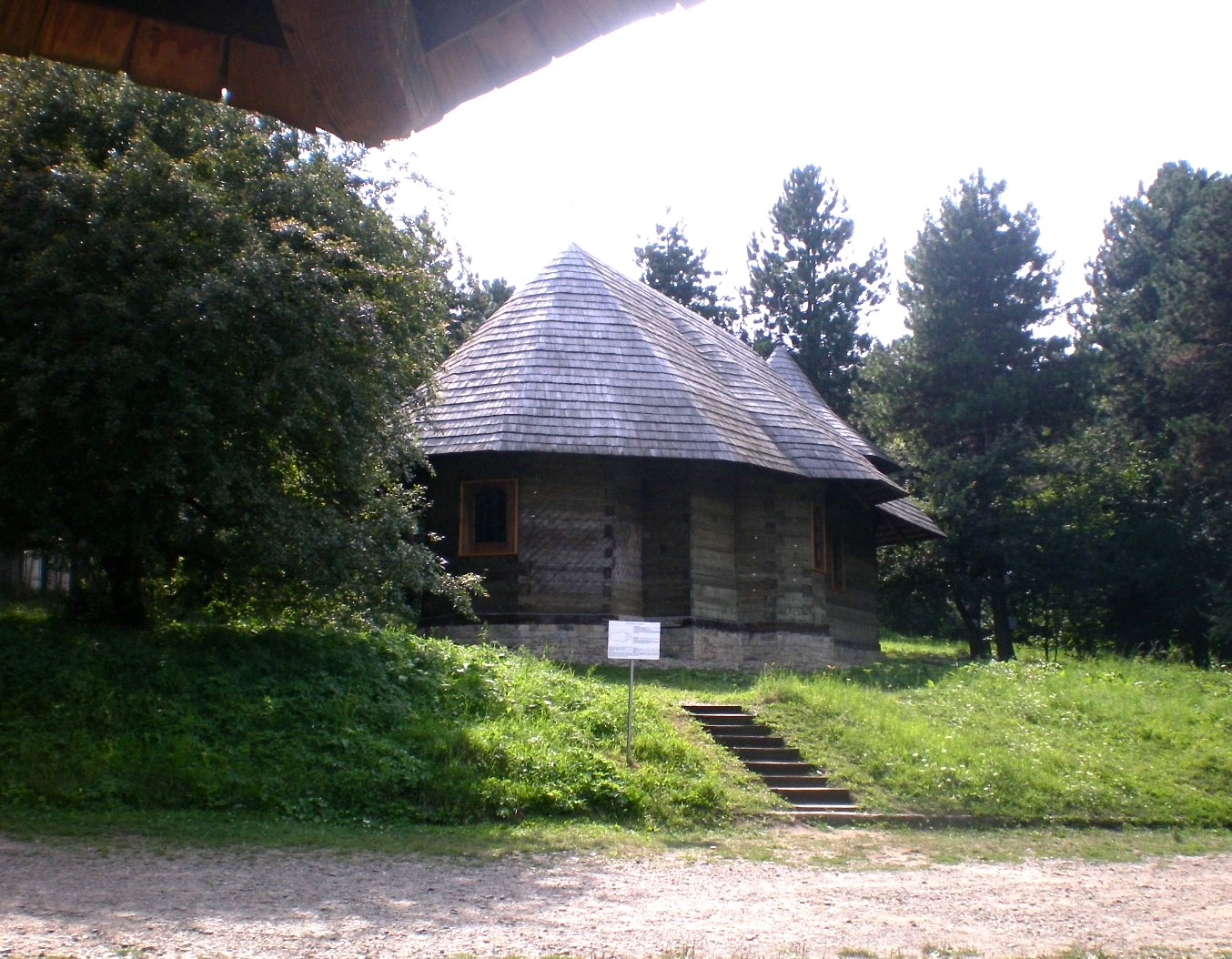
Biserica de lemn Înălțarea Domnului din Vama
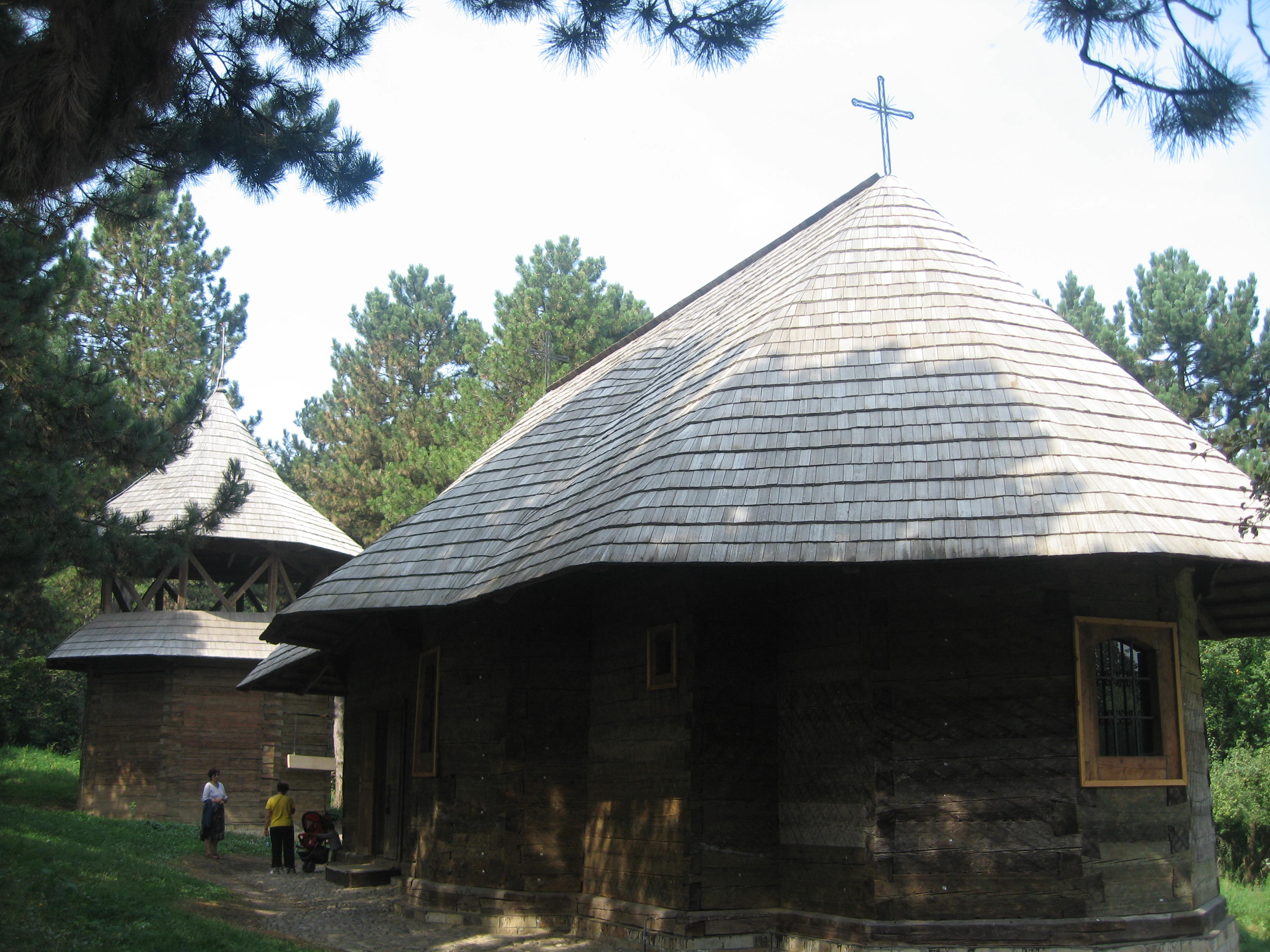
Biserica de lemn Înălțarea Domnului din Vama și turnul clopotniță
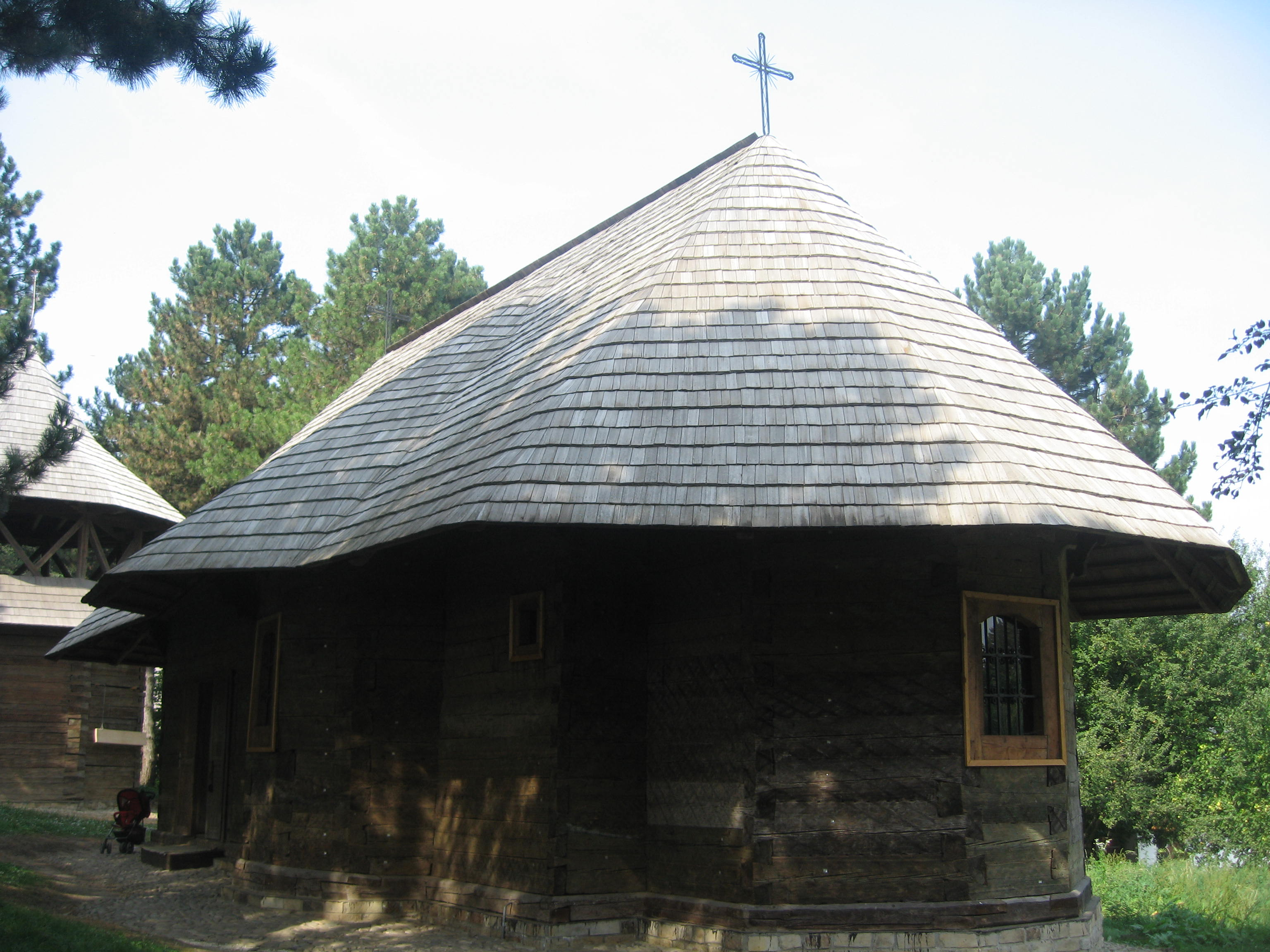
Biserica de lemn Înălțarea Domnului din Vama și turnul clopotniță
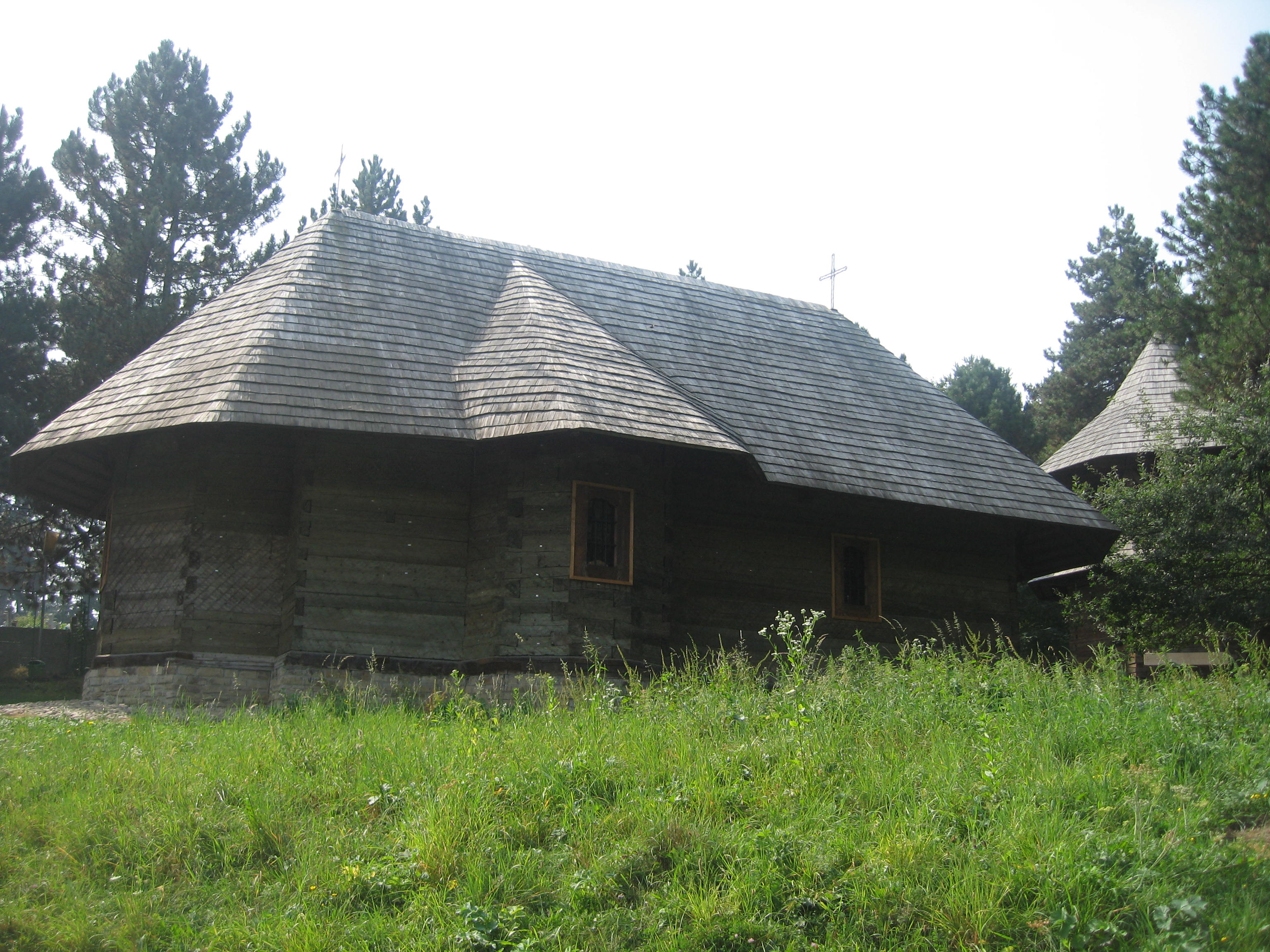
Biserica de lemn Înălțarea Domnului din Vama
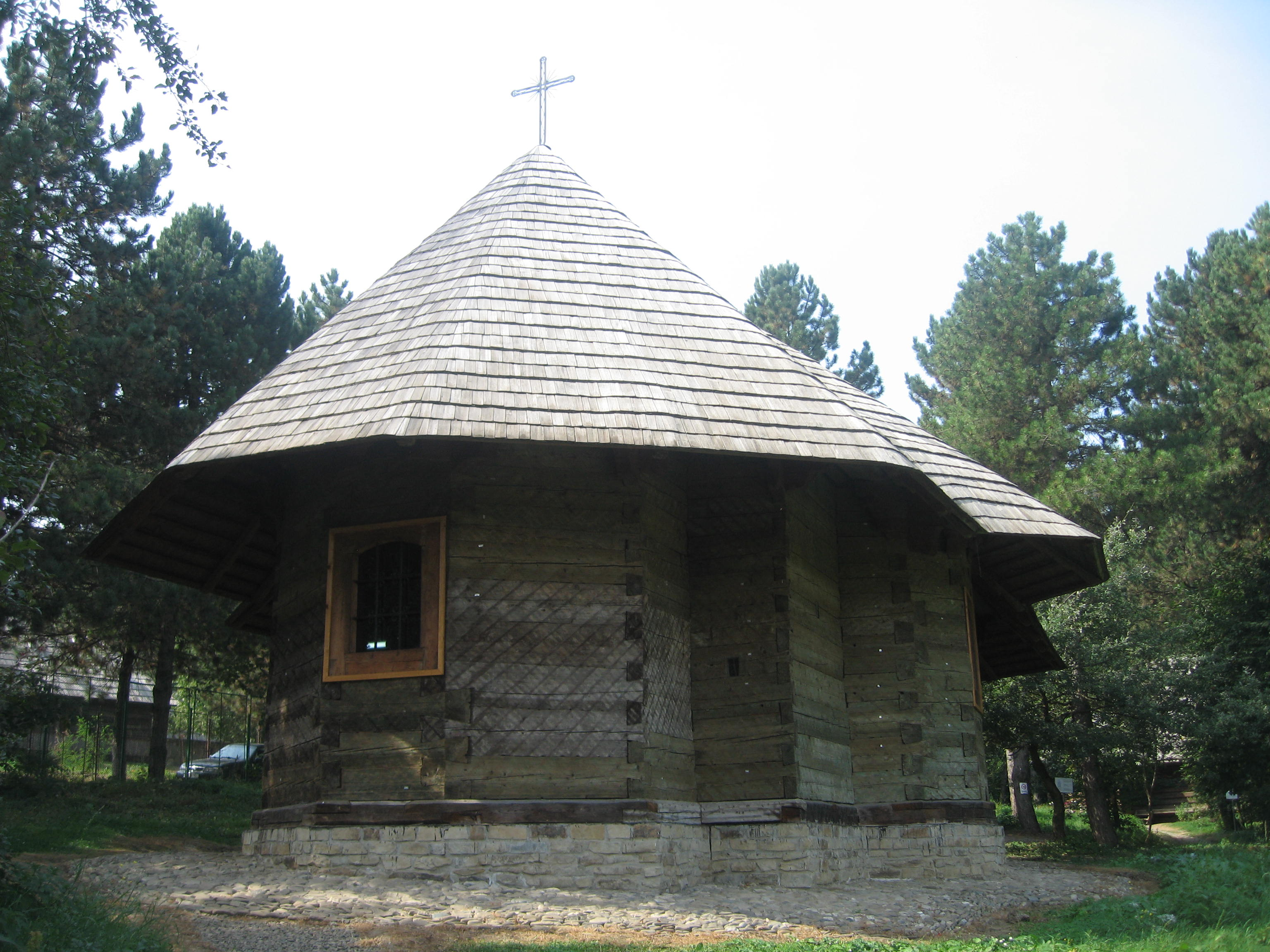
Biserica de lemn Înălțarea Domnului din Vama
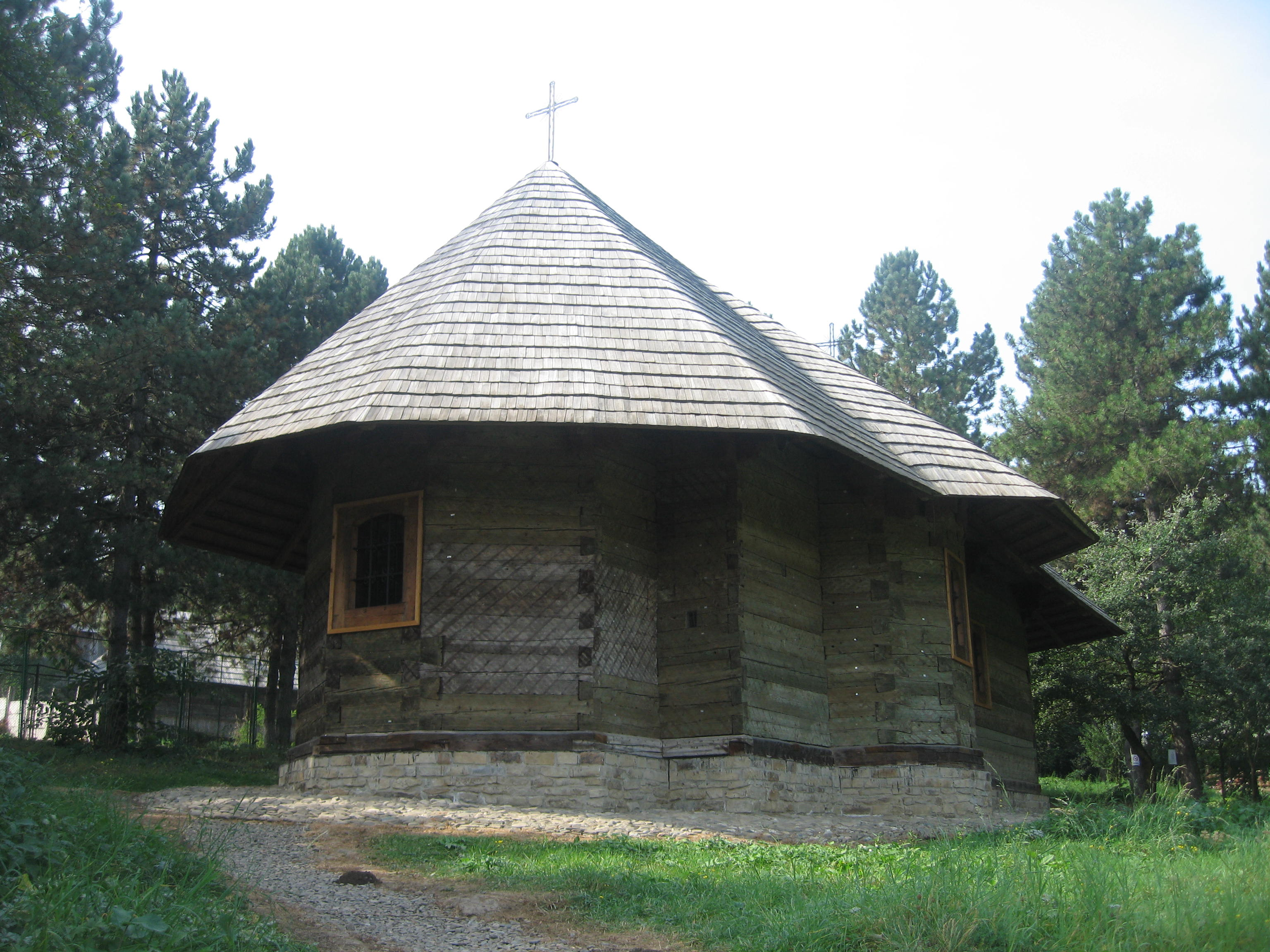
Biserica de lemn Înălțarea Domnului din Vama - absida altarului
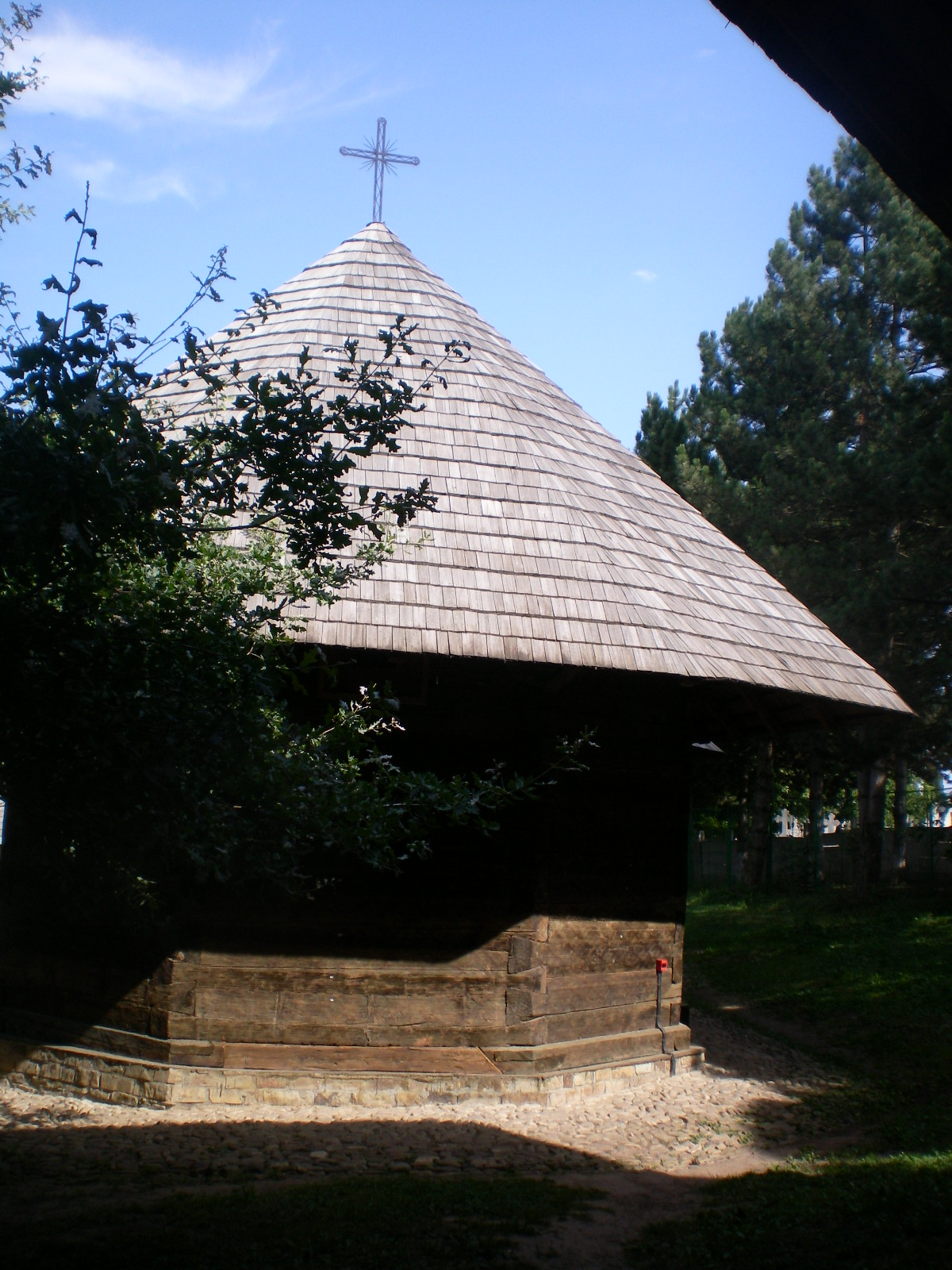
Biserica văzută pe latura estică (absida altarului)
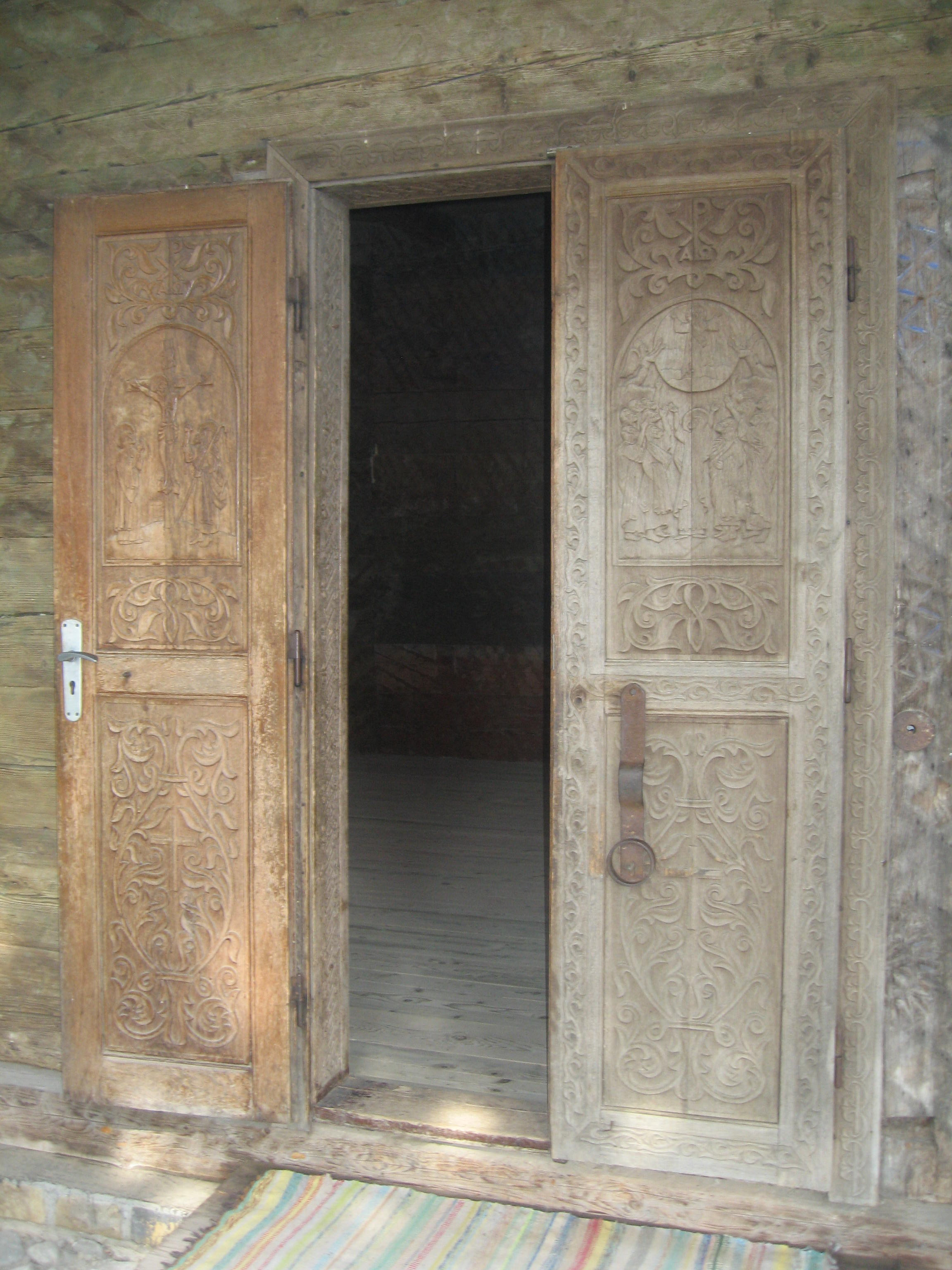
Decorațiuni ale ușilor de intrare în biserică
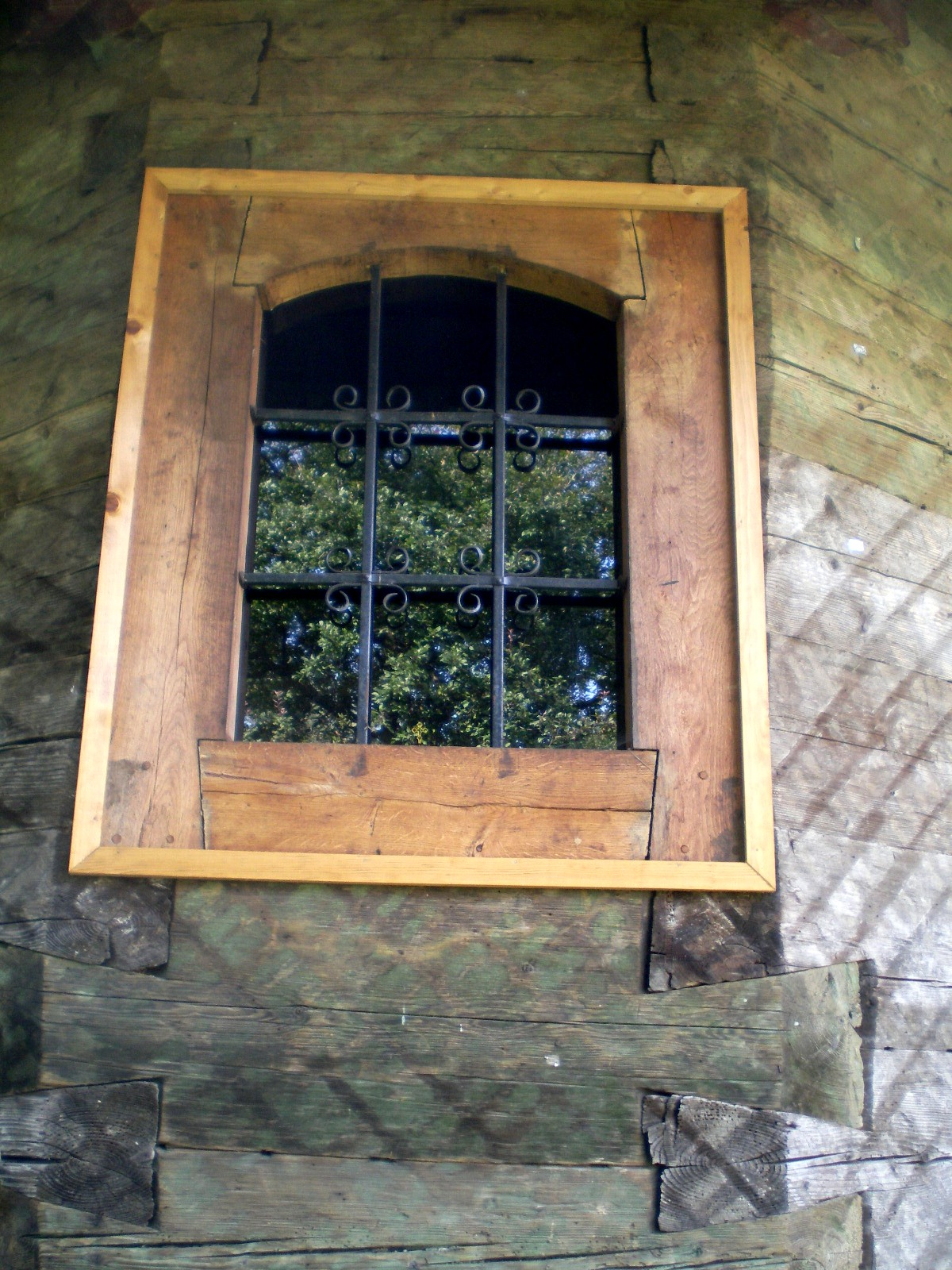
Fereastră
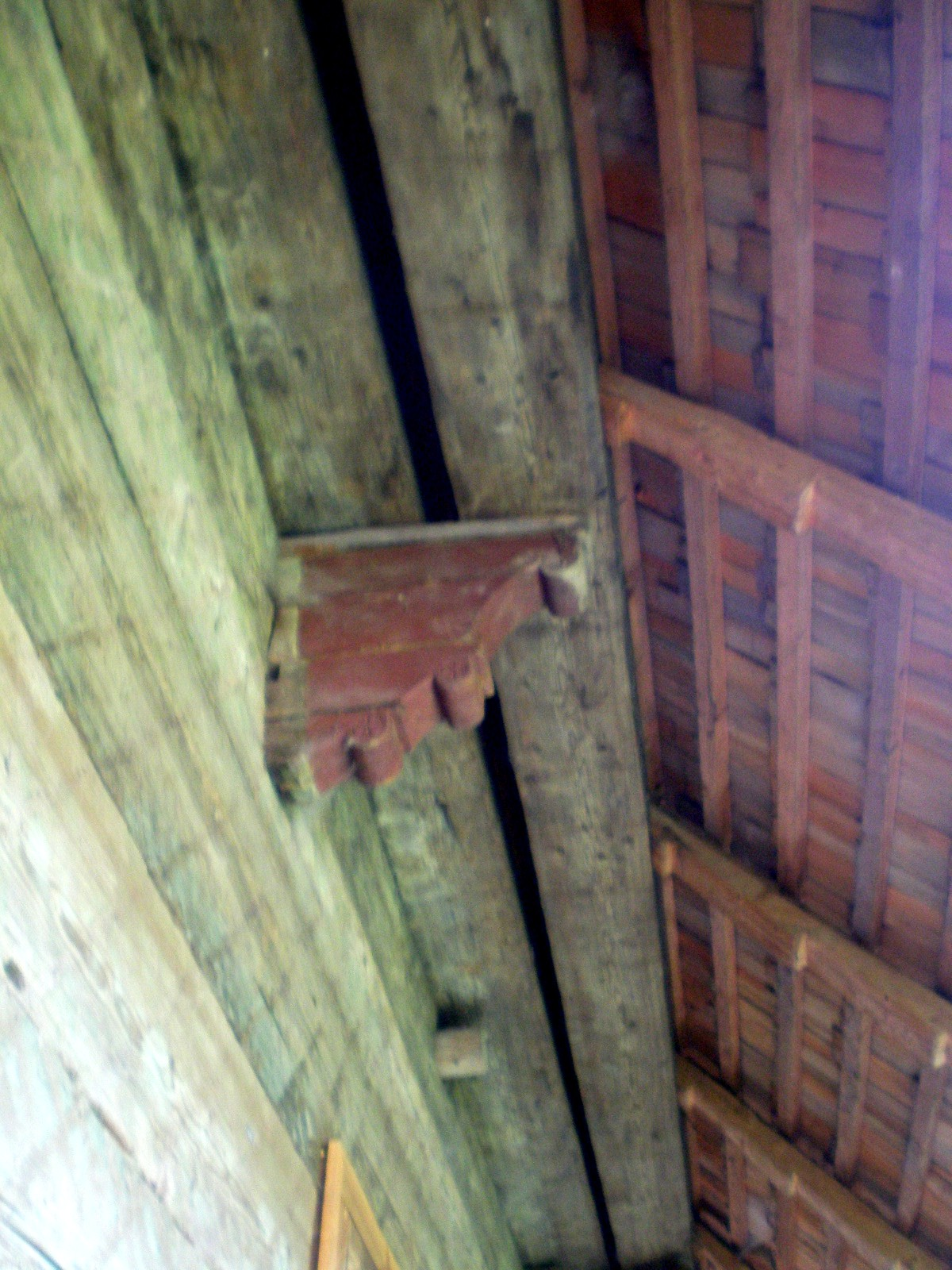
Streașină și consolă
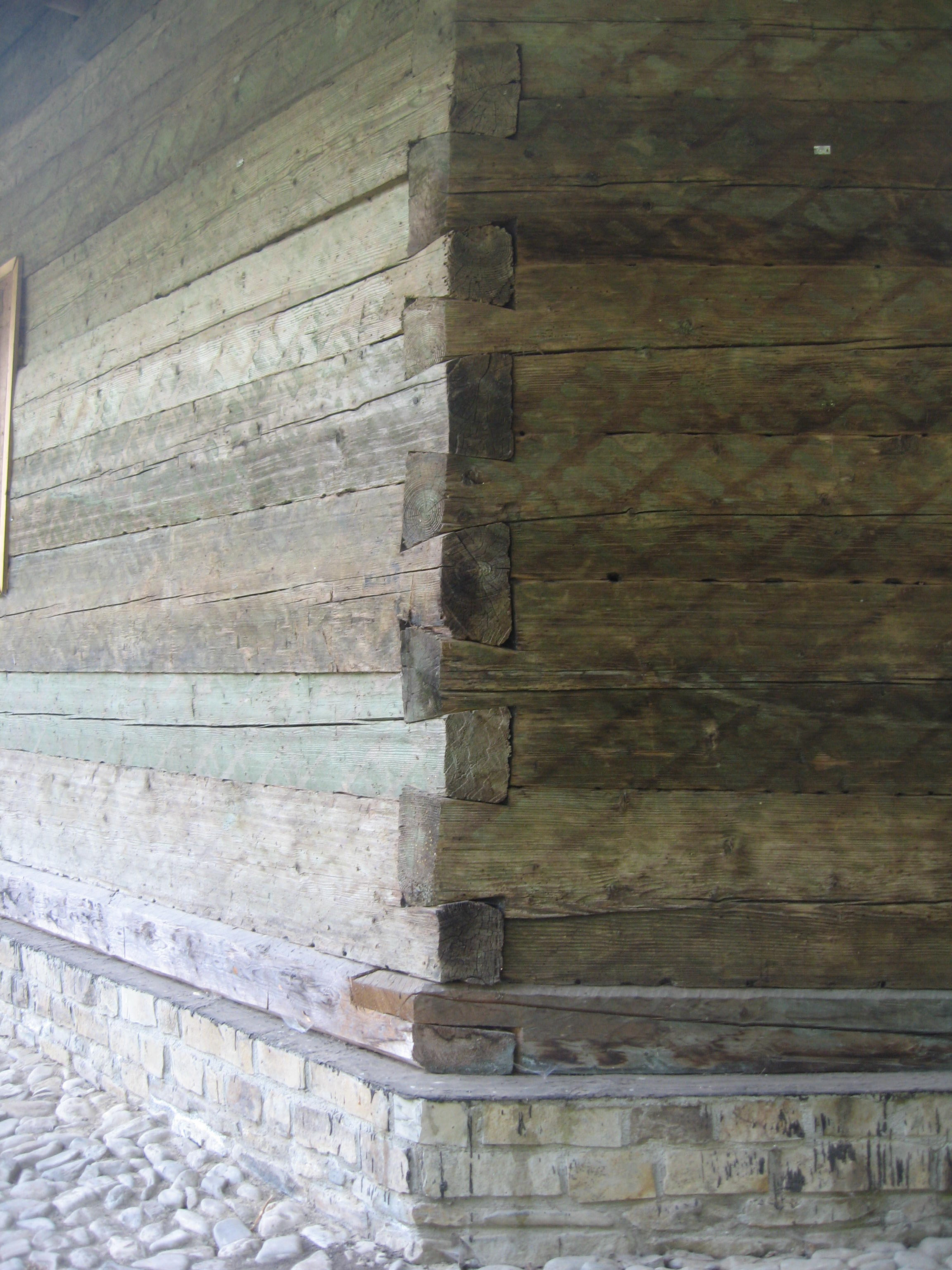
Detaliu îmbinări
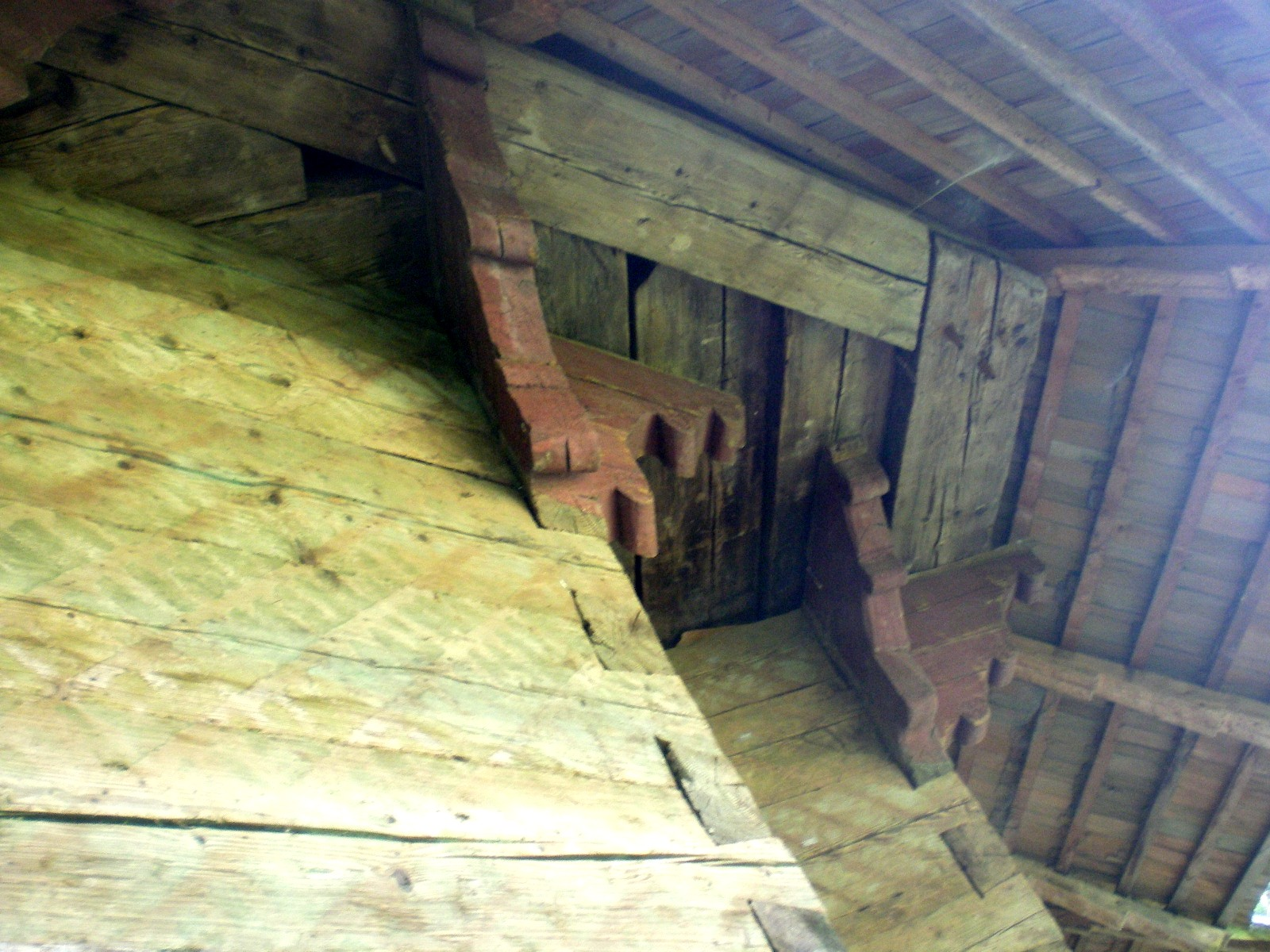
Detaliu îmbinări
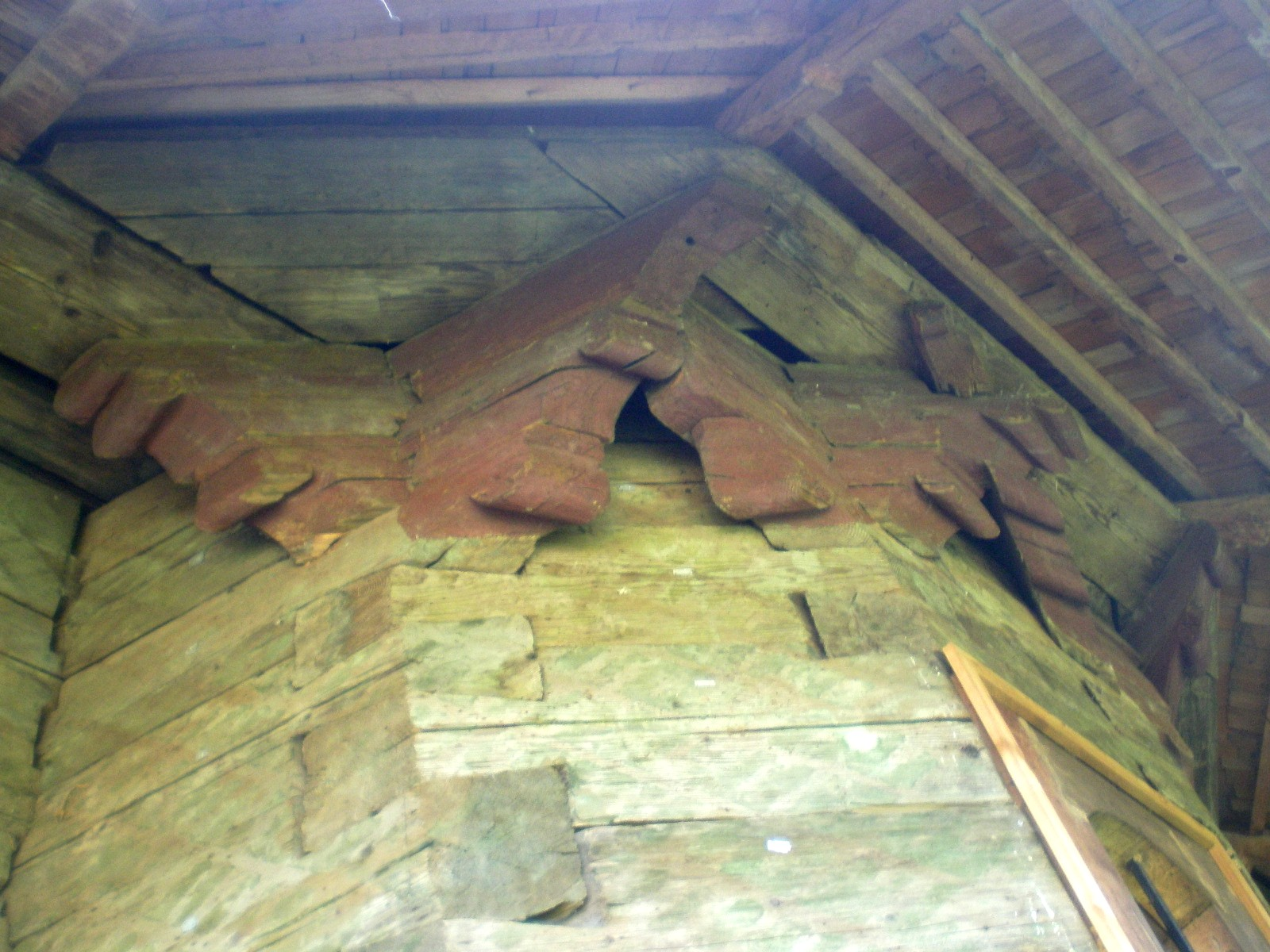
Detaliu îmbinări
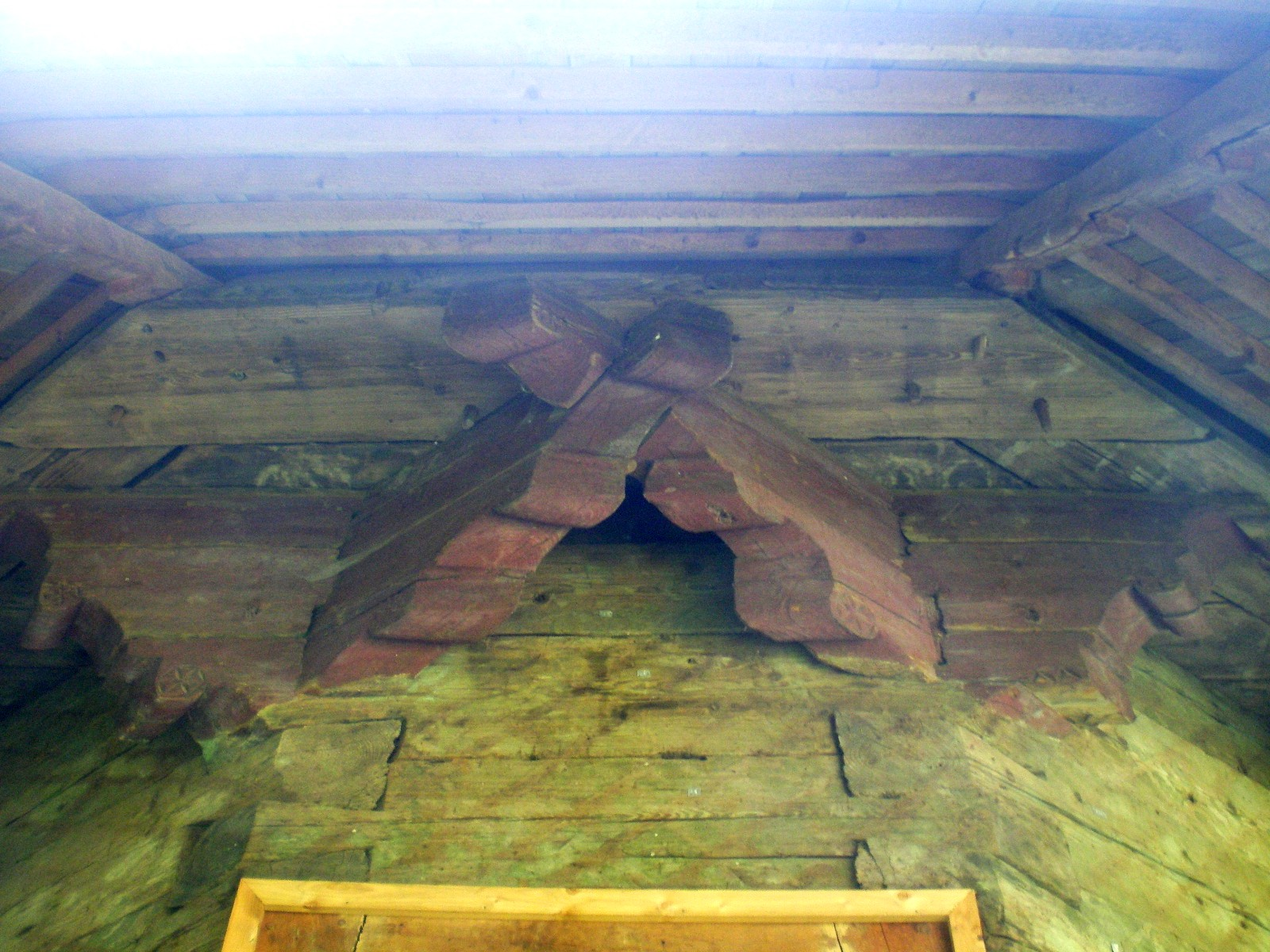
Detaliu îmbinări
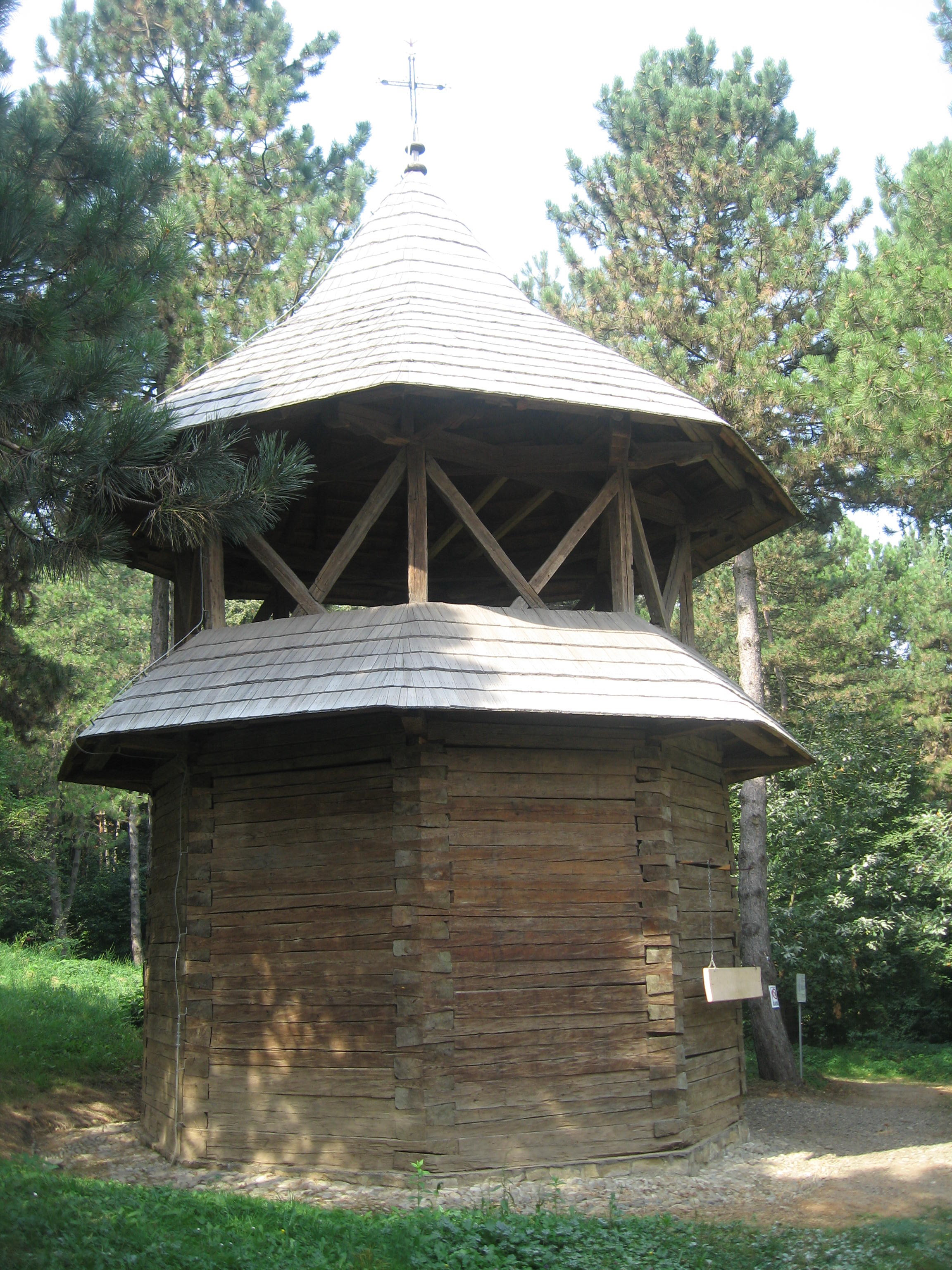
Turnul clopotniță
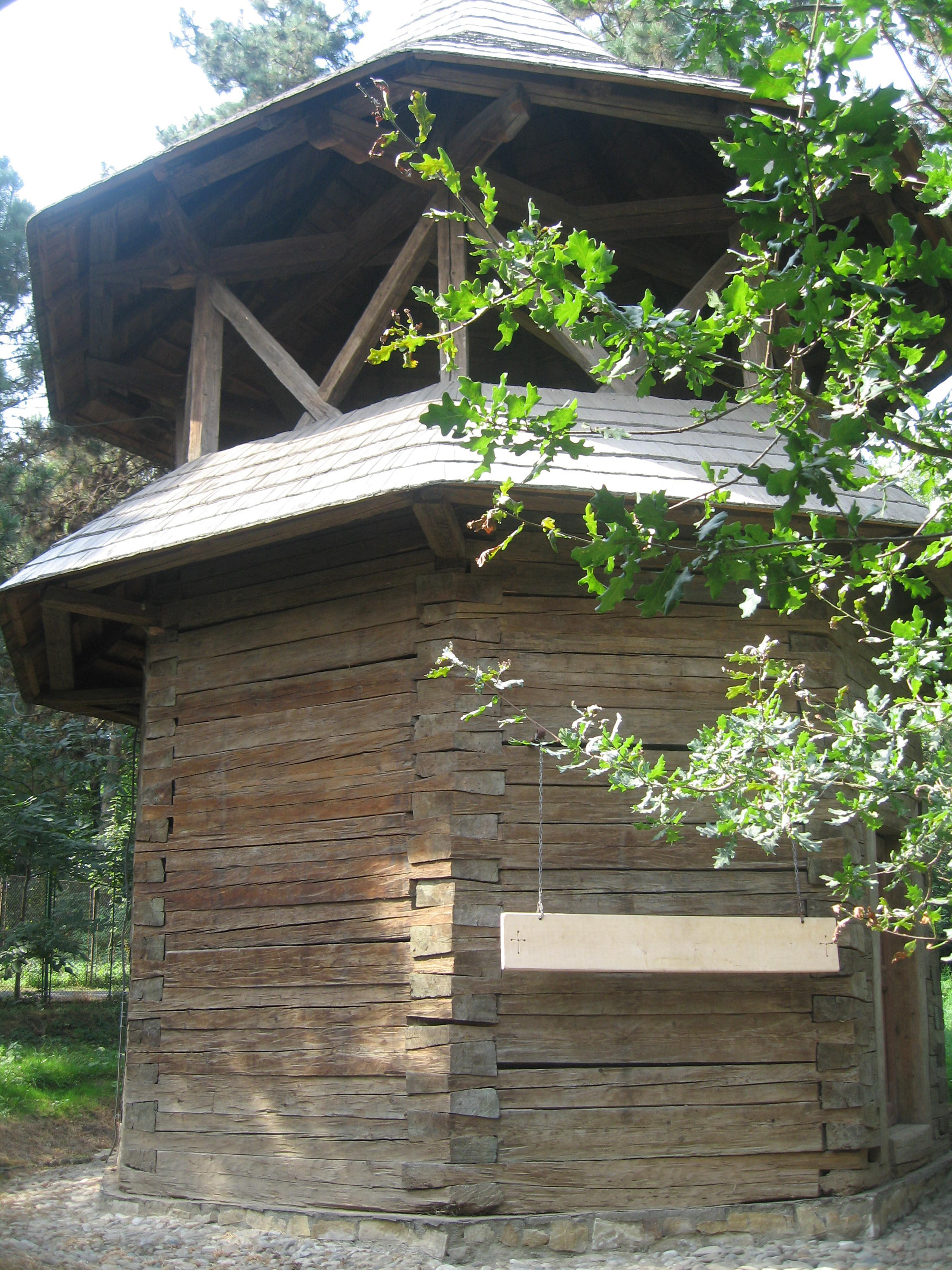
Turnul clopotniță
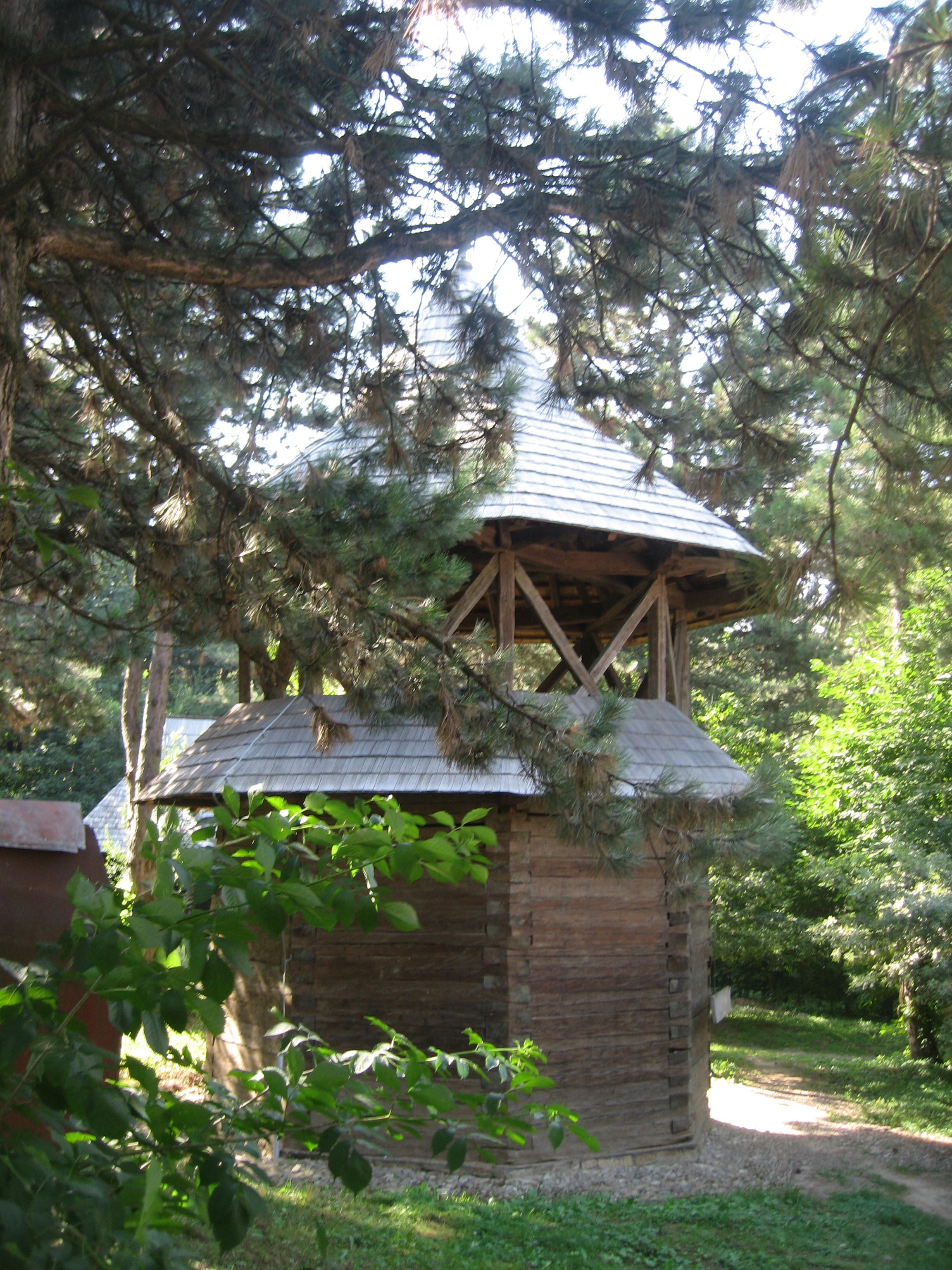
Turnul clopotniță
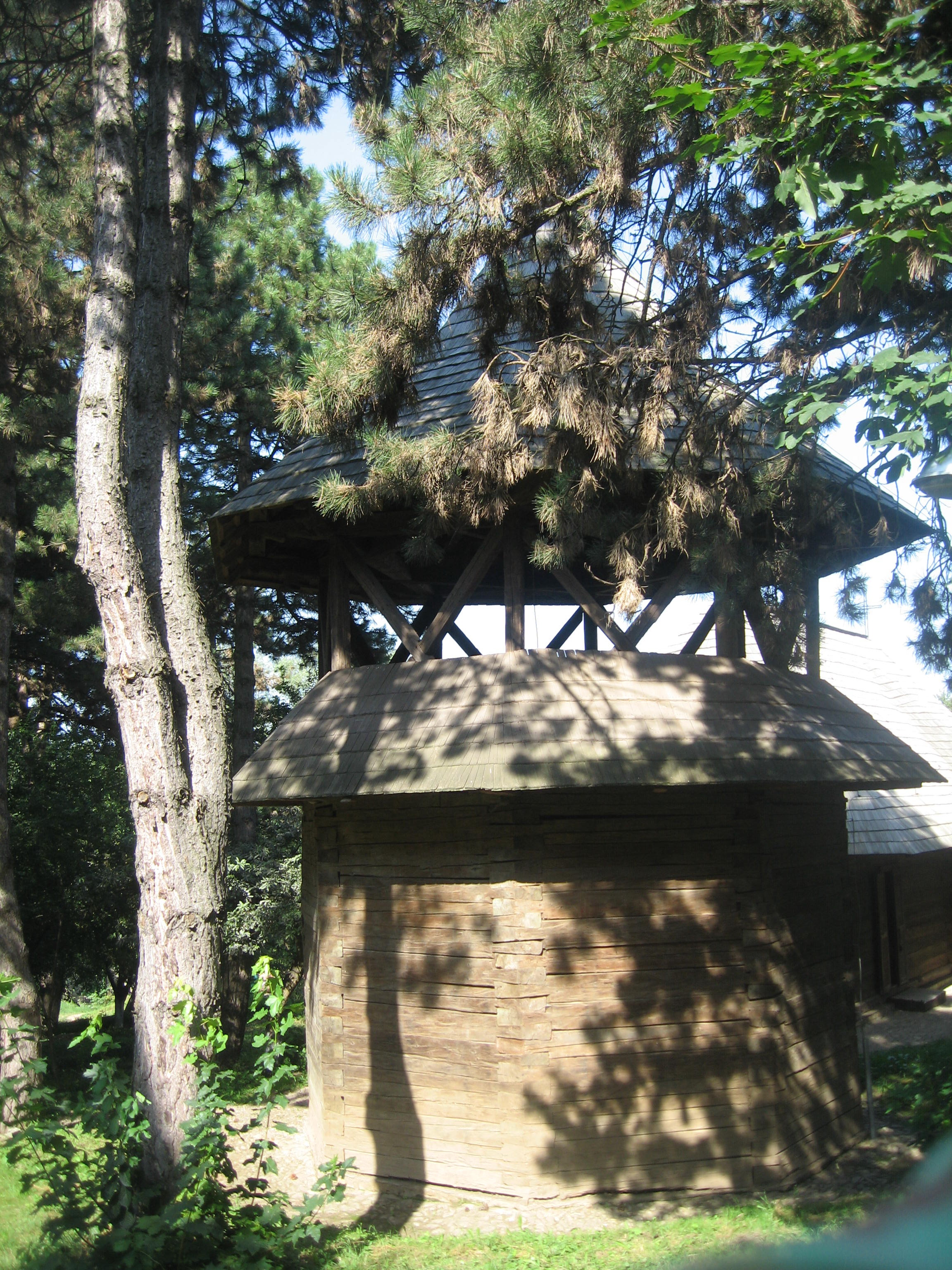
Turnul clopotniță
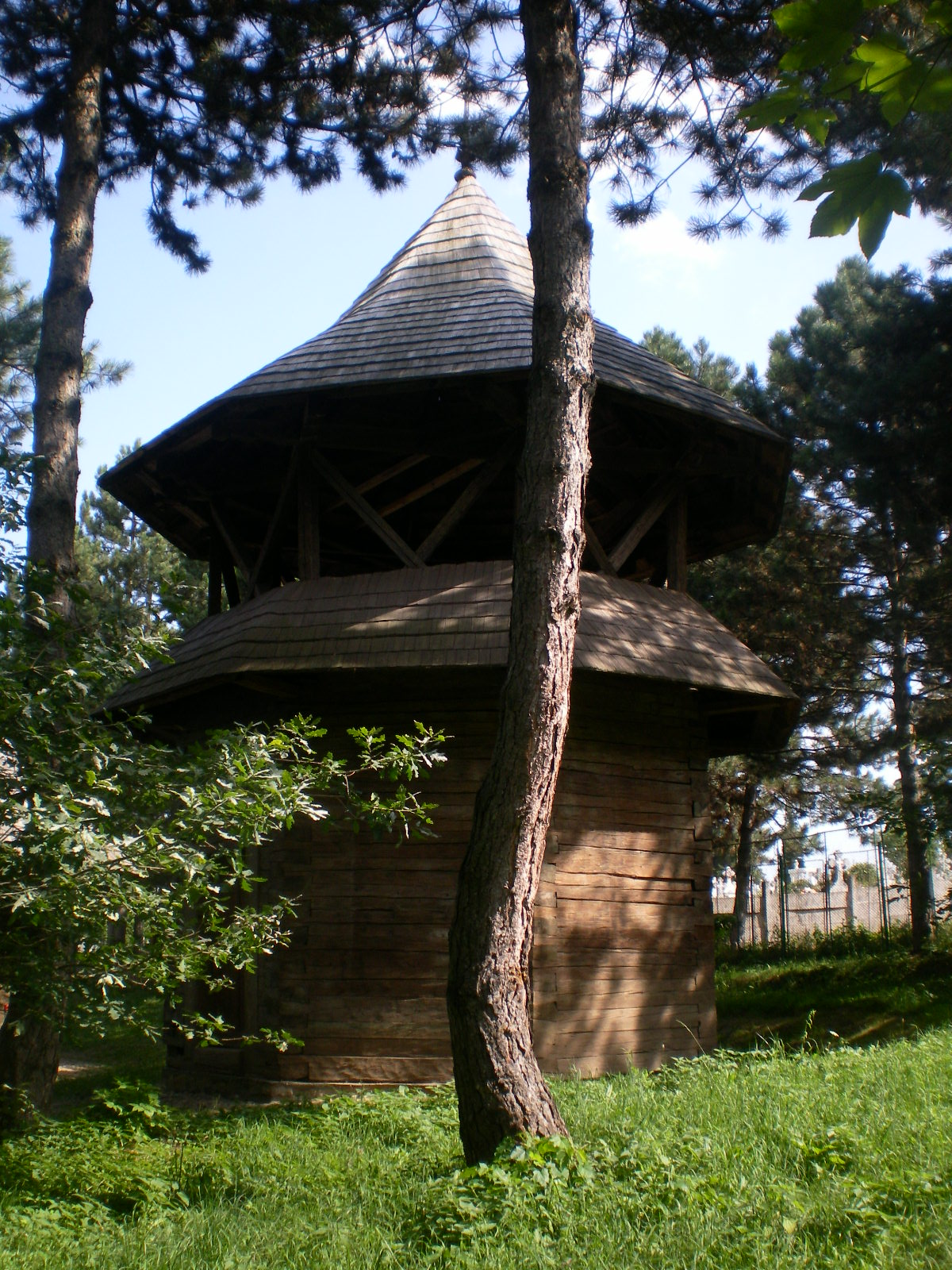
Turnul clopotniță